# Heteroxenia mindorensis
Heteroxenia mindorensis is een zachte koraalsoort uit de familie Xeniidae. De koraalsoort komt uit het geslacht Heteroxenia. Heteroxenia mindorensis werd in 1933 voor het eerst wetenschappelijk beschreven door Roxas. 